# Jonas Brothers
De Jonas Brothers is een Amerikaanse poprockband uit Wyckoff, New Jersey. De band bestaat uit de drie broers Kevin (Teaneck, 1987), Joe (Casa Grande, 1989) en Nick Jonas (Dallas, 1992). Op 29 oktober 2013 zetten de broers een punt achter hun carrière als band, maar sinds 28 februari 2019 zijn ze weer bij elkaar.

## Geschiedenis
In november 2003 bracht INO Records een nummer uit van Nick Jonas dat hij had geschreven voor zijn vader, Paul Kevin Senior. Hij veranderde van platenmaatschappij en er volgden nog twee singles. Bovendien waren er plannen voor een solo-album. De directeur van de platenmaatschappij vond het album van Nick, dat op dat moment nog niet uit was, niet goed. Zijn stem vond hij echter wel goed. Na een ontmoeting met hem en zijn broers waar ze het nummer Please Be Mine lieten horen, besloot de platenmaatschappij de drie broers een platencontract te geven. In 2005 toerden ze met Kelly Clarkson, Jesse McCartney, de Backstreet Boys en The Click Five. In hetzelfde jaar brachten ze ook hun eerste album It's About Time uit. Van het album werden maar 50.000 exemplaren geperst. De platenmaatschappij was niet meer geïnteresseerd om de band te promoten en daarom gingen de Jonas Brothers op zoek naar een nieuwe platenmaatschappij. Begin 2007 zette de platenmaatschappij de Jonas Brothers aan de kant. Niet lang daarna tekenden ze een contract bij Hollywood Records en in augustus van dat jaar kwam hun tweede album Jonas Brothers uit. Dit behaalde de vijfde plek in de Billboard Hot 200.
De Jonas Brothers tekenden een miljoenencontract met Live Nation en hebben hun 'When Look Me In The Eyes Tour' afgerond in East Rutherford, New Jersey, vlak bij hun vroegere woonplaats. Ze stonden in het voorprogramma van Avril Lavignes 'Best Damn Tour' door Europa. Tijdens deze tournee werden ook de Heineken Music Hall in Amsterdam en Vorst Nationaal in Brussel aangedaan.
In 2007 toerden ze mee met Miley Cyrus met haar 'Best of Both Worlds Tour'. Met haar zongen ze het nummer We Got The Party.
Na de tour met Avril Lavigne zijn ze weer door de Verenigde Staten gaan toeren met hun Burning Up-tour. Deze begon in juli 2008.
Hun derde cd, A Little bit Longer, kwam in september 2008 uit in Nederland. Het album stond op nummer 1 in de VS en Canada. Op 15 juni 2009 kwam de cd Lines, Vines and Trying Times uit. De Disney Original Movie Camp Rock, waarin de Jonas Brothers een rol spelen, is op 20 juni 2008 in première gegaan. Het vervolg, Camp Rock 2: The Final Jam, is 3 september 2010 uitgekomen in Amerika. Deze is afgelopen zomer al opgenomen in Canada. In 2008 werd op Disney Channel hun realityshow Jonas Brothers: Living the Dream uitgezonden. Hier komt ook nog een vervolg op. Zo zijn er al opnamen gemaakt bij het concert in Nederland, op 13 november 2009.
Hun 'Jonas Brothers: World Tour' ging eind mei 2009 van start. In Nederland traden ze op op 13 november 2009, en België (Sportpaleis Antwerpen) werd de dag erna bezocht. Na de 'Jonas Brothers: World Tour' richtte Nick Jonas zich op een soloproject, Nick Jonas and the Administration. Hij toert met zijn band door Amerika en zijn album, waarvan de eerste single 'Who I Am' al is uitgekomen.
Vanaf 2 februari 2010 kwam het album van Nick officieel uit. Ook stond hij met zijn album in de album top 100 in Nederland.
Nick Jonas speelde ook op de 25ste verjaardag van Les Misérables. Hierin speelde hij Marius.
Op 8 augustus 2010 begonnen de Jonas Brothers aan de 'Jonas Brothers Live In Concert World Tour 2010' met special guest Demi Lovato en de cast
van 'Camp Rock 2'. Naast hun shows in Noord-Amerika en Zuid-Amerika, kwamen de broertjes ook langs in Europa, ze lieten hun nieuwste hits horen in Londen, Manchester, Glasgow, Birmingham, Liverpool, Ierland, België, Frankrijk, Zwitserland, Italië en Spanje.
In 2013 waren ze in Chili aanwezig op het internationaal songfestival van Viña del Mar, het belangrijkste songfestival van Latijns-Amerika. In oktober van datzelfde jaar zetten Kevin, Joe en Nick een punt achter dit tijdperk en stopten de Jonas Brothers.
In maart 2019 kondigde de band hun comeback aan en kwam hun single 'Sucker' uit. Begin juni kwamen zowel hun documentaire 'Chasing Happiness' als hun album 'Happiness Begins' uit. In augustus begon hun Happiness Begins Tour.
In 2023 kregen de Jonas Brothers een ster op de Hollywood Walk of Fame.

## JONAS
In 2008 startte Disney met de serie JONAS. Deze serie draait om het artiestenleven en het normale (school)leven van de drie broers. In Nederland en België wordt de serie uitgezonden door Disney Channel. Dit is ook in Amerika het geval.
In juli 2010 kreeg de serie een "make-over" en werd de naam veranderd in JONAS L.A. Er kwamen nieuwe personages bij, nieuwe liefdes, nieuwe locaties, en nieuwe liedjes. Ze verruilden hun oude huis (en familie), school, en woonplaats, voor het zonnige LA leven samen met Stella en Macy. Dit seizoen is afgelopen.

## Discografie

### Albums
| Album met eventuele hitnotering(en) in de Nederlandse Album Top 100 | Datum van verschijnen | Datum van binnenkomst | Hoogste positie | Aantal weken | Opmerkingen |
| ------------------------------------------------------------------- | --------------------- | --------------------- | --------------- | ------------ | ----------- |
| It's about time                                                     | 08-08-2006            | -                     |                 |              |             |
| Jonas Brothers                                                      | 13-06-2008            | 28-06-2008            | 65              | 1            |             |
| A Little Bit Longer                                                 | 29-08-2008            | 06-09-2008            | 40              | 7            |             |
| Music from the 3D concert experience                                | 20-02-2009            | 28-02-2009            | 93              | 1            |             |
| Lines, Vines and Trying Times                                       | 15-06-2009            | 20-06-2009            | 21              | 4            |             |
| Jonas L.A.                                                          | 24-07-2010            | 24-07-2010            | 84              | 1            |             |

| Album met hitnotering(en) in de Vlaamse Ultratop 200 albums | Datum van verschijnen | Datum van binnenkomst | Hoogste positie | Aantal weken | Opmerkingen |
| ----------------------------------------------------------- | --------------------- | --------------------- | --------------- | ------------ | ----------- |
| Jonas Brothers                                              | 2007                  | 28-06-2008            | 7               | 17           |             |
| A Little Bit Longer                                         | 2008                  | 13-09-2008            | 75              | 6            |             |
| Lines, vines and trying times                               | 2009                  | 20-06-2009            | 16              | 11           |             |
| Jonas L.A.                                                  | 21-08-2010            | 28-08-2010            | 59              | 2            |             |

### Singles
| Single met eventuele hitnotering(en) in de Nederlandse Top 40 | Datum van verschijnen | Datum van binnenkomst | Hoogste positie | Aantal weken | Opmerkingen                  |
| ------------------------------------------------------------- | --------------------- | --------------------- | --------------- | ------------ | ---------------------------- |
| S.O.S.                                                        | 30-05-2008            | 14-06-2008            | 32              | 4            | Nr. 81 in de Single Top 100  |
| Burnin' Up                                                    | 2008                  | 20-09-2008            | tip5            | -            | Nr. 65 in de Single Top 100  |
| When You Look Me in the Eyes                                  | 2008                  | 01-11-2008            | tip12           | -            | Nr. 92 in de Single Top 100  |
| Paranoid                                                      | 2009                  | 20-06-2009            | tip10           | -            |                              |
| Sucker                                                        | 01-03-2019            | 16-03-2019            | 6               | 19           | Nr. 21 in de Single Top 100  |
| Only Human                                                    | 2019                  | 27-07-2019            | 8               | 21           |                              |
| Like It's Christmas                                           | 2019                  | 21-12-2019            | 24              | 3            |                              |
| What a Man Gotta Do                                           | 2020                  | 08-02-2020            | 9               | 18           |                              |
| X                                                             | 2020                  | 23-05-2020            | 9               | 20           | met Karol G / Alarmschijf    |
| Leave Before You Love Me                                      | 2021                  | 05-06-2021            | 8               | 22*          | met Marshmello / Alarmschijf |
| Who's in Your Head                                            | 2021                  | 22-10-2021            | 29              | 6*           |                              |
| Slow Motion                                                   | 2025                  | 25-01-2025            | 36              | 8            | met Marshmello               |

| Single met hitnotering(en) in de Vlaamse Ultratop 50 | Datum van verschijnen | Datum van binnenkomst | Hoogste positie | Aantal weken | Opmerkingen                           |
| ---------------------------------------------------- | --------------------- | --------------------- | --------------- | ------------ | ------------------------------------- |
| S.O.S.                                               | 2008                  | 26-06-2008            | 8               | 17           |                                       |
| Burnin' Up                                           | 2008                  | 23-08-2008            | tip19           | -            |                                       |
| Hold On                                              | 2008                  | 27-09-2008            | 26              | 4            |                                       |
| When You Look Me in the Eyes                         | 2008                  | 29-11-2008            | tip2            | -            |                                       |
| Paranoid                                             | 2009                  | 06-06-2009            | tip12           | -            |                                       |
| Pom Poms                                             | 2013                  | 18-05-2013            | tip68           | -            |                                       |
| Sucker                                               | 2019                  | 16-03-2019            | 9               | 28           | Nr. 29 in de Radio 2 Top 30 / Platina |
| Only Human                                           | 2019                  | 27-07-2019            | 10              | 25           | Goud                                  |
| What a Man Gotta Do                                  | 2020                  | 08-02-2020            | 21              | 16           |                                       |
| X                                                    | 2020                  | 2020                  | 19              | 18           | met Karol G                           |
| Who's in Your Head                                   | 2021                  | 22-10-2021            | 30              | 8            |                                       |
| Waffle House                                         | 2022                  | 29-04-2022            | 50              | 1            |                                       |
| Slow Motion                                          | 2025                  | 25-01-2025            | 38              | 3            | met Marshmello                        |
| Love Me to Your Heaven                               | 2025                  | 31-05-2025            | 31              | 10           |                                       |

### Dvd's
| Dvd's met hitnoteringen in de Nederlandse Music Top 30 | Datum van verschijnen | Datum van binnenkomst | Hoogste positie | Aantal weken | Opmerkingen |
| ------------------------------------------------------ | --------------------- | --------------------- | --------------- | ------------ | ----------- |
| The concert experience                                 | 2009                  | 26-09-2009            | 10              | 10           |             |